# Comuna Zorivka, Zolotonoșa
Zorivka (în ucraineană Зорівка) este o comună în raionul Zolotonoșa, regiunea Cerkasî, Ucraina, formată din satele Cerneșciîna și Zorivka (reședința).

## Demografie
Componența lingvistică a comunei Zorivka
     Ucraineană (97,92%)
     Rusă (2%)
Conform recensământului din 2001, majoritatea populației comunei Zorivka era vorbitoare de ucraineană (97,92%), existând în minoritate și vorbitori de rusă (2%).